# Christania Williams
Christania Williams (ur. 17 października 1994) – jamajska lekkoatletka specjalizująca się w biegach sprinterskich.
Wywalczyła dwa medale mistrzostw świata juniorów młodszych w 2011 – podczas tych zawodów była członkiem zwycięskiej sztafety szwedzkiej, która czasem 2:03,42 ustanowiła nieoficjalny rekord świata juniorów młodszych. Rok później zdobyła brąz w biegu na 100 metrów podczas mistrzostw Ameryki Środkowej i Karaibów juniorów. Na igrzyskach olimpijskich w Rio de Janeiro (2016) zdobyła srebrny medal w sztafecie 4 × 100 metrów. Rok później sięgnęła po srebro IAAF World Relays w sztafecie 4 × 100 metrów.
Medalistka mistrzostw Jamajki.
Rekord życiowy: bieg na 100 metrów – 10,96 (13 sierpnia 2016, Rio de Janeiro), bieg na 60 metrów (hala) – 7,14 (25 lutego 2018, Glasgow i 7 lutego 2021, Fayetteville).

## Osiągnięcia
| Rok  | Impreza                                           | Miejsce         | Konkurencja             | Pozycja    | Wynik         |
| ---- | ------------------------------------------------- | --------------- | ----------------------- | ---------- | ------------- |
| 2011 | Mistrzostwa świata juniorów młodszych             | Lille Metropole | bieg na 100 m           | 3. miejsce | 11,63         |
| 2011 | Mistrzostwa świata juniorów młodszych             | Lille Metropole | sztafeta szwedzka       | 1. miejsce | 2:03,42       |
| 2012 | Mistrzostwa Ameryki Środkowej i Karaibów juniorów | San Salvador    | bieg na 100 m           | 3. miejsce | 11,71         |
| 2016 | Igrzyska olimpijskie                              | Rio de Janeiro  | bieg na 100 m           | 8. miejsce | 11,80         |
| 2016 | Igrzyska olimpijskie                              | Rio de Janeiro  | sztafeta 4 × 100 m      | 2. miejsce | 41,36         |
| 2017 | IAAF World Relays                                 | Nassau          | sztafeta 4 × 100 metrów | 2. miejsce | 42,95 (elim.) |
| 2017 | Mistrzostwa świata                                | Londyn          | sztafeta 4 × 100 metrów | 3. miejsce | 42,19 (elim.) |